# Manhattan városnegyedeinek listája

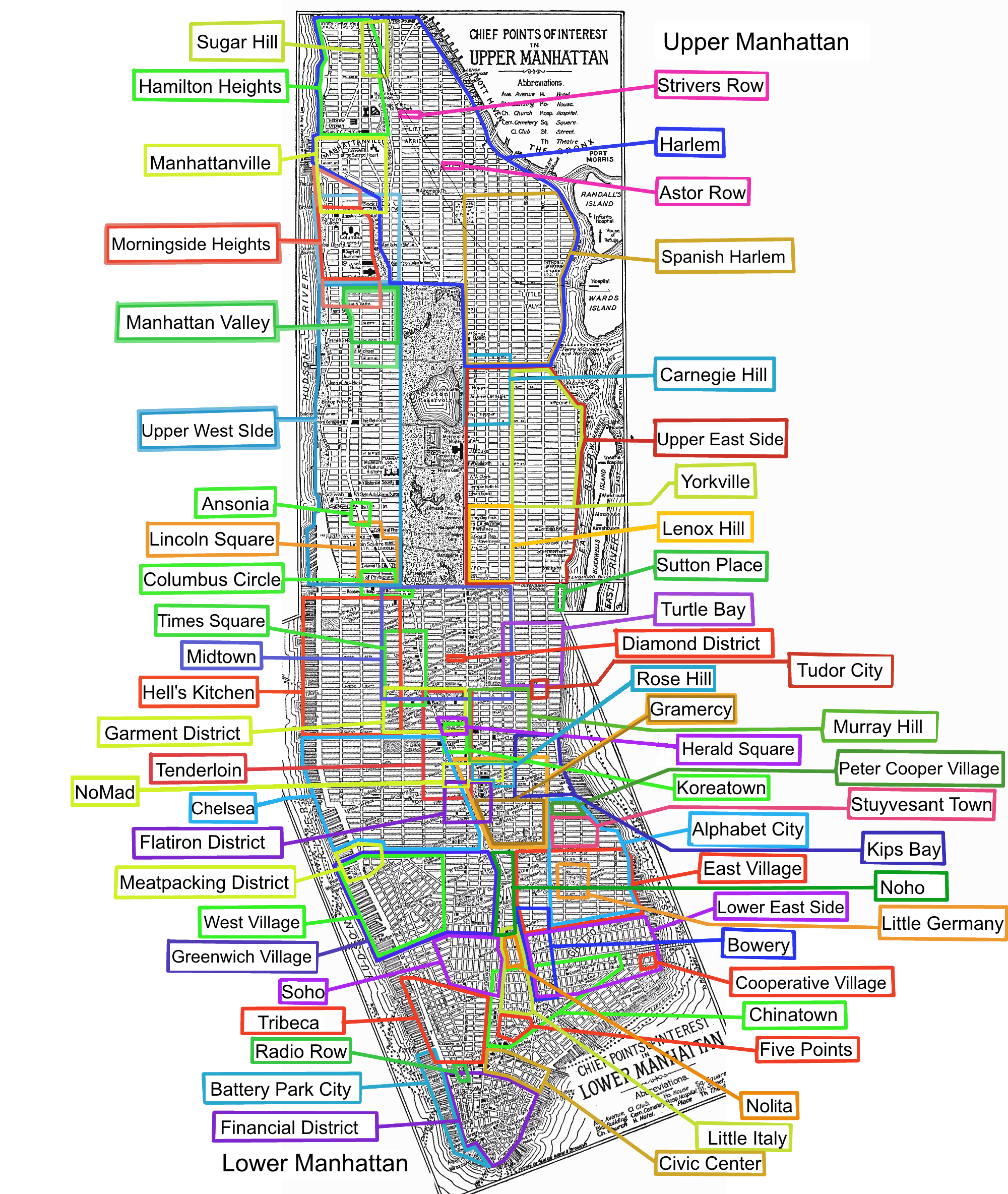
Manhattan városrészei

A lap Manhattan városnegyedeit listázza, földrajzilag északtól dél felé haladva, a következő adatok figyelembe vételével:
- Felső Manhattan magában foglalja az 59. utca feletti területet, míg Felsőbb Manhattan a 96. utcától kezdődik.
- Alsó Manhattan magában foglalja a 14. utca alatti területet, míg Alsóbb Manhattan a Chambers utca alatti területet.
- Manhattan városközpontja a 34. és az 59. utca között helyezkedik el.

A város nyugati oldala az Ötödik sugárúttól nyugatra, míg a keleti oldala az Ötödik sugárúttól keletre helyezkedik el.
A legtöbb városnegyed elnevezése nem hivatalos, az idők folyamán számos változáson átestek demográfiai és gazdasági változások hatására.

## Felső Manhattan városnegyedei
| Városnegyed neve                                     | A határok déltől északra, keletről nyugatra értendőek                                                                      |
| Felső Manhattan                                      | 95. utca felett |
| Marble Hill                                          | fizikailag már a szárazföldön van                                                                                          |
| Inwood                                               | A Dyckman utca felett |
| Fort George                                          | A Nagel sugárút, a Dyckman utca és a 192. utca között, beleértve a Broadway-t dél felől a Fairview sugárútig.              |
| Washington Heights                                   | A W155 utcától a Dyckman utcáig                                                                                            |
| Hudson Heights (Washington Heights része)            | A W173 utcától a Fort Tryon Parkig; Broadway-től a Hudson folyóig.                                                         |
| West Harlem                                          | A W125 és a W155 utcák között; Saint Nicholas sugárúttól a Hudson folyóig.                                                 |
| Hamilton Heights (Nyugat-Harlem)                     | A W135 és a W155 utcák között; Saint Nicholas sugárúttól a Hudson folyóig.                                                 |
| Manhattanville (Nyugat-Harlem)                       | A W125 és a W135 utcák között; Saint Nicholas sugárúttól a Hudson folyóig.                                                 |
| ViVa, Viaduct Valley                                 | A W125 és a W132 utcák között; a Hudson folyóig                                                                            |
| Morningside Heights, SoHa (vagy "South of Harlem")   | W96 és a W125 utcák között; Kilencedik sugárúttól a Riverside-ig.                                                          |
| Central Harlem                                       | A E110 és az E155 utcák között; Park-tól a Saint Nicholas sugárútig.                                                       |
| Harlem                                               | Az E96 és a E141 utcák között (kelet), a W110 és a W155 utcák között (central), a W125 és a W155 utcák között (nyugat)     |
| Strivers' Row (Harlem központja)                     | W137 és a W138 utcák között; Nyolcadik sugárút                                                                             |
| Astor Row (Harlem központja)                         | W130 központja |
| Sugar Hill (Harlem központja)                        | W125 és a W155 utcák között; Edgecombe sugárúttól a Amsterdam sugárútig.                                                   |
| Marcus Garvey Park, Mount Morris Historical District | Az E120 és az E124 utcák között; Madisontól az 5. sugárútig.                                                               |
| Le Petit Senegal (Kis Szenegál)                      | W116; Morningside Park keleti része, (gyorsan növekvő városnegyed)                                                         |
| Kelet-Harlem                                         | Az E96 és az E141 utcák között; Az East River-től az 5. sugárútig.                                                         |
| Spanyol Harlem, El Barrio, SpaHa, Olasz Harlem       | Az E96 és a E125 utcák között; the East River-től a Park sugárútig.                                                        |
| Upper East Side, Lenox Hill, Silk Stocking District  | Az E59 és az E96 utcák között; az East River-től az 5. sugárútig (és az E96 és az E110 utcák között az 5. sugárút mentén.) |
| Carnegie Hill                                        | Az E86 és az E98 utcák között; 3. sugárúttól az 5. sugárútig. (központja az E91 és a Park sugárútig)                       |
| Yorkville                                            | Az E79 és az E96 utcák között; East River-től a 3. sugárútig (központja az E86 és a 3. sugárút)                            |
| Upper West Side                                      | A W59 és a W110 utcák között; Nyolcadik sugárúttól a Hudson folyó-ig.                                                      |
| Manhattan Valley, Bloomingdale District              | A W96 és a W110 utcák között; Nyolcadik sugárúttól a Broadway-ig.                                                          |
| Lincoln Square (once San Juan Hill)                  | A W65 és a W66 utcák között; Kilencedik sugárúttól a Broadway-ig.                                                          |

## Manhattan városközpontjának városnegyedei
| Városnegyed neve               | A határok déltől északra, keletről nyugatra értendőek               |
| Városközpont                   | 34. és az 59. utca között                                           |
| Columbus Circle                | A W59 és a 8. sugárút                                               |
| Sutton Place                   | Az E53 és az E59 utcák között és Sutton Pl                          |
| Rockefeller Center, Radio City | A W49 és a W51 utcák között, és az 5. sugárúttól a 6. sugárútig.    |
| Diamond District               | A W47 és az 5. sugárúttól a 6. sugárútig.                           |
| Theater District               | A W42 és a W53 utcák között; és a 6. sugárúttól a 8. sugárútig.     |
| Turtle Bay                     | Az E42 és az E53 utcák között és az East River-től a Lex-ig.        |
| Midtown East                   | 42-59. utca és az East River-től az 5. sugárútig.                   |
| Midtown                        | 40-59. utca és a 3. sugárúttól a 9. sugárútig.                      |
| Tudor City                     | Az E40 és az E43 utcák között és az 1. sugárúttól a 2. sugárútig.   |
| Little Brazil                  | A W46 és az 5. sugárúttól a 6. sugárútig.                           |
| Times Square                   | A W39 és a W52 utcák között; és a 7. sugárúttól a 9. sugárútig.     |
| Hudson Yards                   | A W28 és a W43 utcák között; és a 7. sugárúttól a Hudson folyó-ig.  |
| Midtown West                   | A W34 és a W59 utcák között; és az 5. sugárúttól a Hudson folyó-ig. |
| Hell’s Kitchen, Clinton        | A W34 és a W57 utcák között; és a 8. sugárúttól a Hudson folyó-ig.  |
| Garment District               | A W34 és a W42 utcák között; és az 5. sugárúttól a 9. sugárútig.    |
| Herald Square                  | A W34 utca; és a 6. sugárút                                         |
| Koreatown                      | A W31 és a W36 utcák között; az 5. sugárúttól a 6. sugárútig.       |
| Murray Hill                    | Az E29 és az E42 utcák között; és a 2. sugárúttól az 5. sugárútig.  |
| Tenderloin                     | A W23 és a W42 utcák között; és az 5. sugárúttól a 7. sugárútig.    |
| Madison Square                 | A E23 és a E26 utcák között; és az 5. sugárúttól a Broadwayig.      |

## Városnegyedek Manhattan belvárosa, és alsó része között
| Városnegyed neve                                  | A határok déltől északra, keletről nyugatra értendőek             |
| Flower körzet                                     | A W26 és a W28 utcák között; és a 6. sugárút.                     |
| Brookdale                                         | E25 és az 1. sugárúttól FDR-ig.                                   |
| Kips Bay                                          | Az E23 és az E34 utcák és az East River-től a 3. sugárútig.       |
| Rose Hill                                         | Az E25 és az E30 utcák és a 3. sugárúttól a Madisonig.            |
| NoMad                                             | A W25 és a W30 utcák és Lexington sugárúttól a Hatodik sugárútig. |
| Peter Cooper Village† (korábban Gas House körzet) | Az E20 és az E23 utcák és a C sugárúttól az 1. sugárútig.         |
| Chelsea                                           | A W14 és a W34 utcák és a 7. sugárúttól a Hudson folyóig.         |
| Flatiron District, Toy District, Photo District   | Az E&W16-27. utcák és a Park sugárúttól a 6. sugárútig.           |
| Gramercy Park                                     | Az E14 és az E23 utcák és az 1. sugárúttól a Parkig.              |
| Stuyvesant Square                                 | Az E15 és az E18 utcák és az 1. sugárúttól a 3. sugárútig.        |
| Union Square                                      | Az E14 és az E17 utcák és a 4. sugárúttól a University Pl-ig.     |
| Stuyvesant Town† (korábban Gas House körzet)      | Az E14 és az E20 utcák és a C sugárúttól az 1. sugárútig.         |
| Meatpacking District                              | Gansevoorttól a W15ig, és a Hudsontól a Hudson folyóig.           |
| Waterside Plaza                                   | Az E25 és az E29 utcák és az FDR Drive.                           |

†Nagy léptékű fejlődés

## Alsó Manhattan városnegyedei
| Városnegyed neve                       | A határok déltől északra, keletről nyugatra értendőek                    |
| Alsó Manhattan                         | A 14. utca alatt.                                                        |
| Little Germany (historic)              | Az E7 és az E10 utcák és az A sugárúttól a B sugárútig.                  |
| Alphabet City, Loisaida                | A Houstontól az E23-ig, és az FDRtől az A sugárútig.                     |
| East Village                           | A Houstontól az E14-ig, és az East River-től Bowery-ig.                  |
| Greenwich Village, the Village         | A Houstontól az W14-ig, és a Broadwaytől a Hudson folyóig.               |
| NoHo                                   | A Houstontól az Astorig, és Bowery-től a Broadway-ig.                    |
| The Bowery                             | A Canaltól az E4-ig, és az Allentől a Bowery-ig.                         |
| West Village                           | A Houstontól a W14-ig, és a 6. sugárúttól a Hudson folyóig.              |
| Lower East Side                        | A Canaltól a Houstonig, és az East Rivertől a Bowery-ig.                 |
| SoHo                                   | A Canaltól a Houstonig, és a Lafayette-től a Varick-ig.                  |
| Nolita (NoLIta)                        | A Broome-tól a Houstonig, és a Bowerytől a Lafayette-ig.                 |
| Little Italy                           | A Canaltól a Broome-ig, a Mulberry felé.                                 |
| Chinatown                              | Chambers-től a Delancey-ig, és az East Broadway-től a Broadway-ig.       |
| Lower Manhattan, Financial District    | Chambers alatt.                                                          |
| Five Points (historic)                 | Worth & Baxter                                                           |
| Cooperative Village†                   | Frankfort-tól a Grand-ig, és az FDR-től East Broadway-ig.                |
| Two Bridges                            | Brooklyn hídtől a Montgomery-ig, és a St. James Pl-től az East River-ig. |
| TriBeCa                                | A Park Pl-től a Canalig, és a Broadway-től a Hudson folyóig.             |
| Civic Center                           | Vesey-től Chambers-ig, és az East River-től a Broadway-ig.               |
| Radio Row (historic)                   | Cortlandttől Dey-ig, és a Greenwich St (WTC).                            |
| South utca Seaport Historical District | Fulton déli részétől az FDR mentén.                                      |
| Battery Park City†                     | West utca nyugati részétől.                                              |

†Nagy léptékű fejlődés

## Szigetek
- Roosevelt Island
- Liberty Island
- Ellis Island
- Governors Island
- Randall's Island
- Wards Island

## Lásd még
- Bronx városnegyedeinek listája
- Queens városnegyedeinek listája
- Staten Island városnegyedeinek listája
- Brooklyn városnegyedeinek listája

## Külső hivatkozások
- Neighborhood Map from NYC Department of City Planning